# Битва біля Мактану
10°18′38″ пн. ш. 124°00′54″ сх. д. / 10.3106° пн. ш. 124.0151° сх. д.
Битва біля Мактану — збройна сутичка між іспанцями на чолі із Фернаном Магелланом та місцевим населенням о. Мактан.

## Перебіг подій
Рухаючись у північному напрямку, 13 лютого 1521 року експедиція перетнула екватор. 6 березня вона відкрила острови Гуам і Рота в архіпелазі Маріанських островів, а 16 березня досягла острова Гомонгон в архіпелазі Філіппінських островів. До цього моменту залишалось всього 100 учасників експедиції.
Магеллан мав змогу спілкуватися з місцевими жителями, бо мав малайського перекладача, який розумів їхню мову. 7 квітня моряки дістались до острова Себу. Магеллан організував там постій, прагнучи навернути місцеве населення до християнської віри. Незабаром, можливо занадто покладаючись на силу володіння вогнепальною зброєю, він взяв участь у конфлікті між місцевими правителями. 27 квітня 1521 під час одного з боїв на острові Мактан, жителі якого відмовились платити данину іспанській короні, Магеллана убили разом з частиною його товаришів.

## Наслідки
Раджа острова Себу, що уже склав присягу на вірність королю Іспанії, скористався з того і заманив іспанців на урочистий обід, де влаштував різню та убив декілька десятків мореплавців. Кораблям довелось терміново відплисти. Брак досвідченого керівника дався взнаки. Вже поблизу мети подорожі флотилія витратила декілька місяців, щоб досягти Молуккських островів.